# Mauretania na Letnich Igrzyskach Olimpijskich 1988
Mauretanię na Letnich Igrzyskach Olimpijskich 1988 reprezentowało 6 zawodników (sami mężczyźni). Był to 2. start reprezentantów Mauretanii na letnich igrzyskach olimpijskich.

## Skład kadry

### Lekkoatletyka
Mężczyźni
- Mohamed Ould Khayar - 1500 metrów - odpadł w eliminacjach
- Mohamed Ould Khalifa - 5000 metrów odpadł w eliminacjach

### Zapasy
Mężczyźni
- Samba Adama - styl klasyczny, waga lekkociężka - odpadł w eliminacjach
- Oumar Samba Sy - styl klasyczny, waga ciężka - odpadł w eliminacjach
- Salem Ould Habib - styl wolny, waga półśrednia - odpadł w eliminacjach
- Samba Adama - styl wolny, waga lekkociężka - odpadł w eliminacjach
- Babacar Sar - styl wolny, waga ciężka - odpadł w eliminacjach